# Parco nazionale di Yala

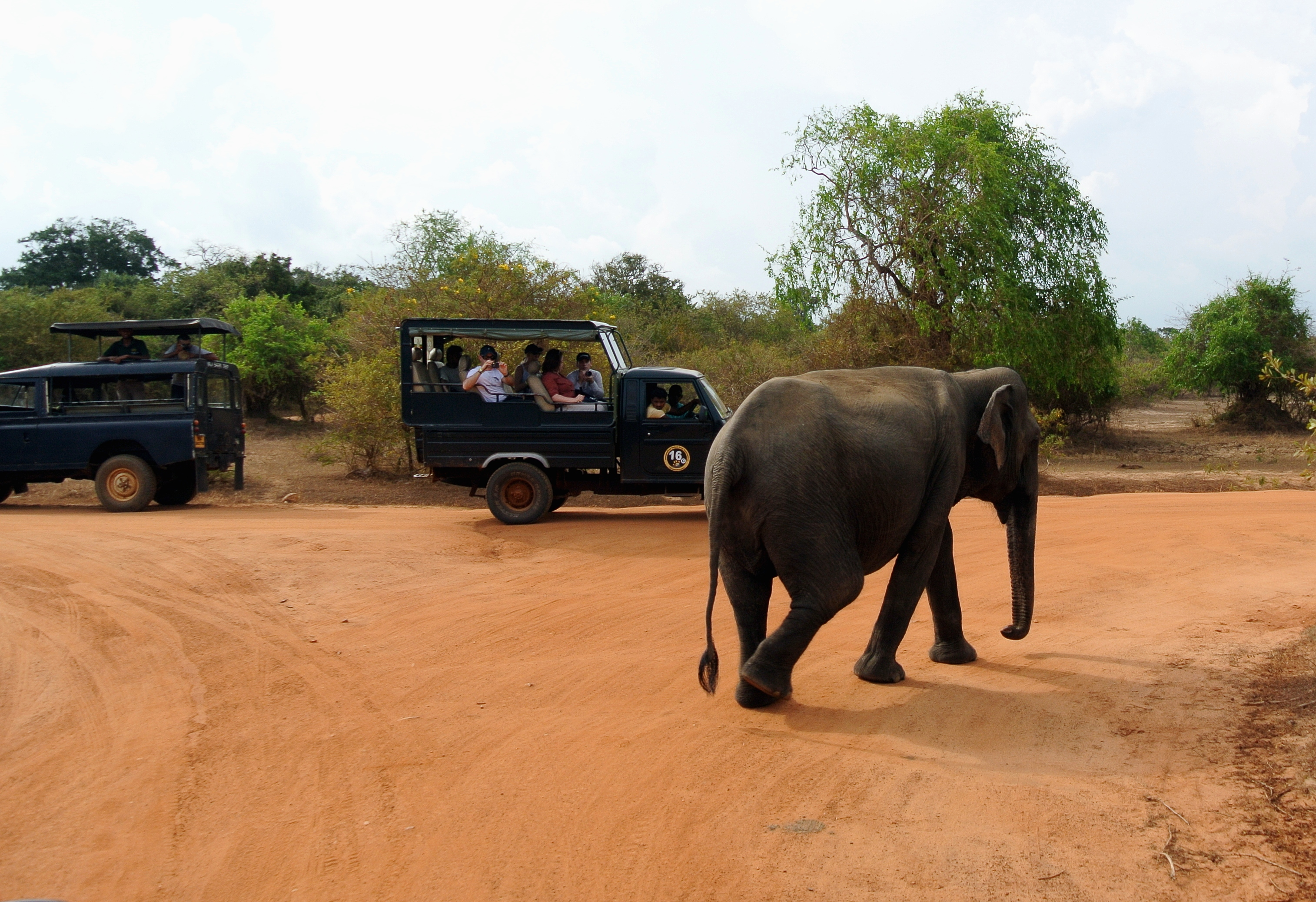
Turismo nel parco

Il parco nazionale di Yala è il più visitato e il secondo maggiore parco nazionale dello Sri Lanka. Affacciato sull'Oceano Indiano dista circa 300 km dalla capitale Colombo.
Attualmente è composto da cinque blocchi, tre dei quali sono aperti al pubblico. 
Il parco confina con altre due aree protette, il parco nazionale Kumana o Yala est e il parco nazionale Lunugamvehera.
Il parco è stato istituito nel 1900 come santuario per la fauna selvatica, nel 1938 venne dichiarato parco nazionale insieme al parco di Wilpattu.
È situato nella regione sudorientale del Paese, nelle province Meridionale e Uva e si estende su una superficie di 979 km².
Il parco Yala è noto soprattutto per la sua varietà di animali selvatici; ha un ruolo importante nella conservazione dell'elefante dello Sri Lanka e di molti uccelli acquatici. Ospita 215 specie di uccelli incluse sei specie endemiche dello Sri Lanka. Ha anche la più alta densità di leopardi del mondo.

## Fauna
Tra gli animali più famosi, ci sono l'elefante asiatico (nella sua sottospecie dello Sri Lanka), l'orso labiato (nella sottospecie cingalese), il cervo pomellato, il cinghiale indiano, lo sciacallo dorato (nella sottospecie Canis aureus naria), il pavone, l'entello, il bufalo asiatico selvatico e il coccodrillo di palude.

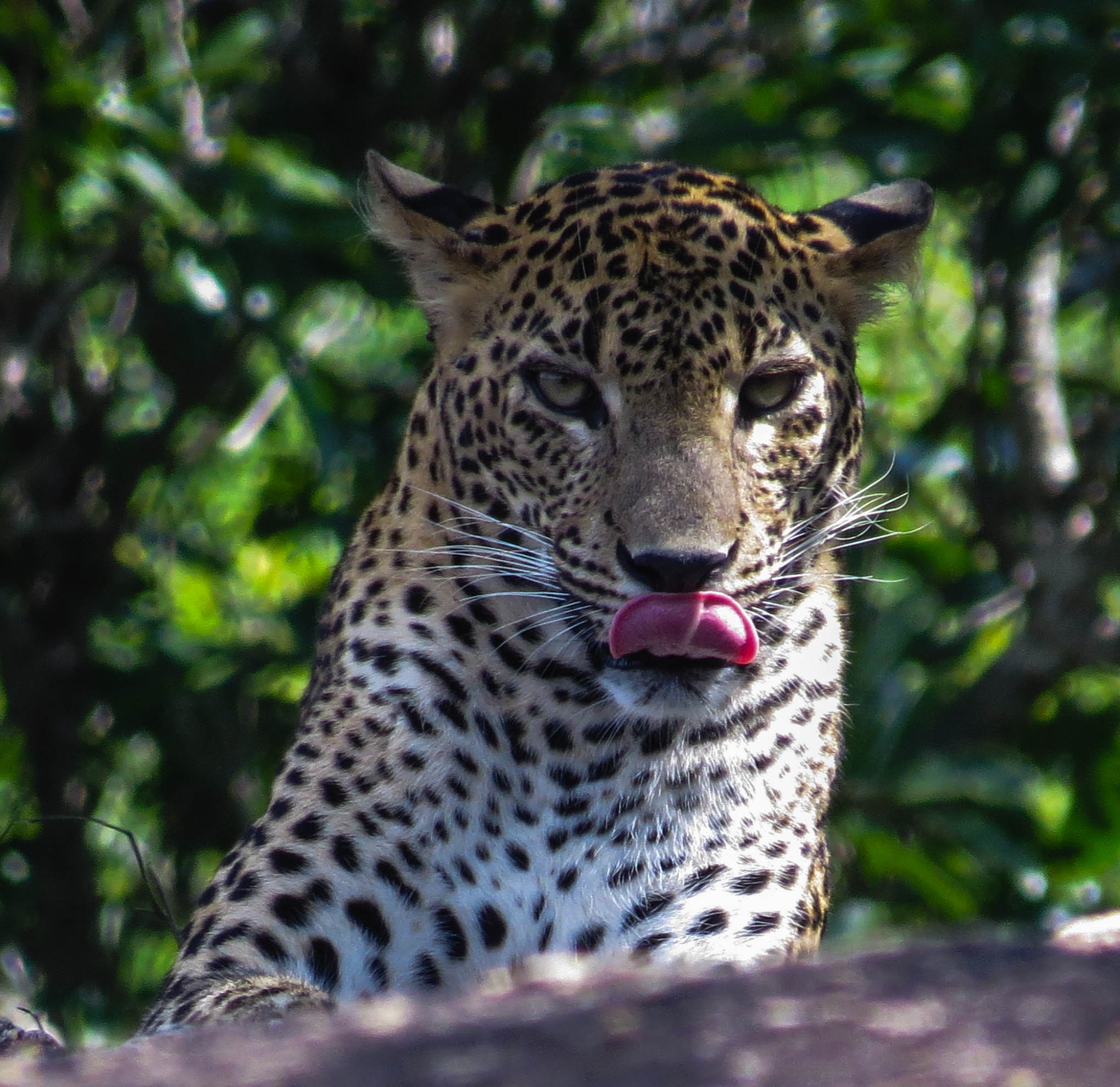
Un leopardo a Yala

Il più grande predatore del parco, che è anche il superpredatore dell'isola e probabilmente la più grande attrattiva di Yala, è il leopardo, presente con la sottospecie endemica dello Sri Lanka, il leopardo dello Sri Lanka.